# Сарыгожин, Сабыр
Сабыржа́н Кучерба́евич Сарыхуджи́н (каз. Сабыр Сарығожин, 5 мая 1883, Лбищенский уезд, Уральская область — 17 июля 1923 или 1925, София или Лондон) — капитан Русской императорской армии, подполковник Российской республики. Один из военных деятелей (военный комиссар) Алаш-Орды. По национальности казах.

## Биография
Дата рождения 5.05.1883 г, родился на территории современной Западно-Казахстанской области. С отличием окончил реальное военное училище в Уральске. После этого учился в Московском военном училище. Выходец из рода Алаша, Младшего жуза племени Байулы.
В 1918 году возвращается в родные края, в Казахстан, там Алаш-Ордой назначается военным комиссаром в Правительстве Алаш-Орды. В течение года командовал Алашской милицией, повышая её мастерство.
В конце 1919 года по Чёрному морю эмигрировал в Болгарию, проживал в Княжевском санатории. Там же и умер в 1923 году.